# Gehirntraining
Beim sogenannten Gehirntraining handelt es sich um ein Training der geistigen Leistungsfähigkeit mit dem Ziel, diese zu erhalten oder zu steigern. Gehirntraining ist als Methode altersunabhängig.

## Gehirnjogging / Mentales Aktivierungstraining
Gehirnjogging ist eine Bezeichnung für spezielle geistige Übungen. Der Begriff wurde im Wesentlichen durch Siegfried Lehrl von der Universität Erlangen  geprägt, der dieses Training 1992 unter dem Ausdruck „Mentales Aktivierungstraining“ (= MAT) präzisierte. Später wurden zur Unterstützung der mentalen Fördermaßnahmen „gehirngerechte“ körperliche Maßnahmen aus den Gebieten der Ernährung, Bewegung, des Schlafs und der Sinnesanregungen hinzugenommen und dieses Konzept, das geistige und körperliche Maßnahmen kombiniert, seit 2013 als „Brain-Tuning“ bezeichnet. Als „gehirngerecht“ gelten die somatischen Maßnahmen, deren förderlicher Einfluss auf die geistige Leistungsfähigkeit wissenschaftlich belegt ist. Die geistigen Übungen und körperlichen Maßnahmen sind darauf ausgerichtet, den „Arbeitsspeicher“ bzw. seine beiden Komponenten, die Informationsverarbeitungsgeschwindigkeit (IVG) und Merkspanne, auf ein „optimales“ „Aktivationsniveau“ zu bringen. Die Voraussetzung für den Effekt ist, dass sich die Übenden zu Beginn noch nicht in einem optimalen Aktivationszustand befinden.
Unter den mentalen Maßnahmen zur Förderung des Arbeitsspeichers kommt dem MAT der Zweck des mentalen Warming-up zu, das bei schläfrigen Personen etwa vier und bei entspannt wachen Personen ungefähr zwei Minuten dauert. Die anderen beiden Maßnahmen, die ebenfalls zum Arbeitsspeichertraining gehören, sind: im oberen Grenzbereich des geistigen Leistungsvermögens mental aktiv sein und zur Entspannung den Arbeitsspeicher wieder herunterfahren (Cooling-down).
Bekannt wurde der Ausdruck „Gehirnjogging“ vor allem durch Frank Berchem, der mehrere Bücher über das „Gehirnjogging“ verfasste. Auch ein Konsolenspiel namens Dr. Kawashimas Gehirnjogging ist auf dem Markt.
Das Gehirnjogging bzw. die Weiterentwicklungen, das mentale Aktivierungstraining und Brain-Tuning zu fördern, ist ein wichtiges Anliegen der Gesellschaft für Gehirntraining e. V.

## Studien zur Wirksamkeit
Die Wirkungen wurden durch kontrollierte Studien über den Arbeitsspeicher sowie seine beiden Komponenten belegt. In Bezug auf letztere ergaben sich beispielsweise bei 411 „gesunden“ Personen zwischen 28 und 86 Jahren, die an acht Sitzungen im Abstand von einer Woche teilnahmen, gleiche prozentuale Zuwächse für die IVG und Merkspanne. Die Leistungszunahmen in beiden Variablen waren je hoch signifikant, während Kontrollpersonen keine Verbesserungen hatten. Als erwünschte begleitende Wirkungen erhöhten sich bei den Trainierten übrigens auch die Lebensfreude, das Selbstvertrauen, die Interessiertheit an den Geschehnissen in der Welt und die Kommunikationsfähigkeit.
Viele weitere Studien begnügten sich ebenfalls nicht nur mit der Wirkungsprüfung der trainierten Leistungsgrößen. Sie untersuchten jeweils zusätzlich, ob sich ein Transfer ergab, z. B. auf die Resultate in psychometrischen Tests, die ganz andere Leistungen abverlangten, oder sie erfasste Persönlichkeitseigenschaften und aktuelle Personenzustände. Es interessierte auch, ob das Training das Alltagsleben beeinflusst.
In einigen der Studien wurden der Arbeitsspeicher bzw. seine beiden Komponenten trainiert. Die wahrscheinlich älteste dieser Studien an Personen, die nicht neuropsychiatrisch auffällig waren, war 1986 veröffentlicht worden. Sie belegte, dass 50- bis 70-Jährige durch tägliche Gehirnjogging-Übungen während zwei Wochen, ihr Niveau an fluider Intelligenz (gemessen mit dem Raven-Test SPM) um 13 bis 15 IQ-Punkte steigerten und dabei außerdem ihre Kommunikationsfähigkeit erhöhten. Demgegenüber ergaben sich bei einer Kontrollgruppe im gleichen Zeitraum keine Veränderungen. Auch im Persönlichkeitstest EPI nach Eysenck zeigten sich Veränderungen: die Probanden erwiesen sich am Trainingsende als psychisch stabiler.
Auch Oswald u. a. fanden bei ihren Trainings, die u. a. Übungen für die IVG und Merkspanne enthielten, Transfers auf die fluide Intelligenz, gemessen mit dem Zahlen-Verbindungs-Test. Mit ähnlichen Übungen wurden Transfers auf Aufmerksamkeitsleistungen, Wortfindungsgeschwindigkeit und Mathematikleistungen festgestellt.
Die angeführten Studien sind nicht in dem Überblick von Michelle E. Kelly u. a. über 31 Untersuchungen angeführt, die Übungen der IVG und Merkspanne umfassten und den Trainingserfolg maßen. Die Autoren fanden neben den Effekten in den trainierten Variablen ebenfalls Transfers auf andere mentale Größen sowie auf Alltagsfunktionen. Auch zeigte sich, dass die Verbesserungen noch Wochen und Monate nach dem Trainingsende nachweisbar waren (Nachhaltigkeit).
Die folgenden Studien enthielten Trainings entweder der IVG oder Merkspanne, nicht beider zusammen. Das Training der IVG überträgt sich förderlich und nachhaltig auf die Geschwindigkeit und Komplexität der Informationsverarbeitung im Alltag. Nach einigen kurzen Trainingsauffrischungen konnten sogar noch zehn Jahre nach dem ersten Training Wirkungen einschließlich Transfereffekten im Alltag festgestellt werden. Unter anderem folgten dem IVG-Training ein erhöhtes Gesundheitsempfinden und verringerte Gesundheitskosten. In anderen Studien trug das IVG-Training zu einer höheren Fahrtüchtigkeit älterer Autofahrer bei und zur Verringerung von Unfällen. Allgemein förderten IVG-Trainings die Fahrtüchtigkeit.
Takeuchi et al. wiesen nach, dass Trainings der Geschwindigkeit geistiger Vorgänge auch Veränderungen im Gehirn bewirken.
Bei den angeführten Studien wurde typischerweise nicht von Transfers auf die Merkspanne berichtet wie umgekehrt ebenfalls nicht (s. u.). Dies ist dadurch erklärbar, dass sich die beiden Basisvariablen der Informationsverarbeitung sowohl nach der Konzeption nicht in der Bedeutung überschneiden als auch einander unabhängigen Netzwerken im Gehirn zuzuordnen sind.
Trainings der Merkspanne führten in Studien zu Transferwirkungen auf den Interferenztest nach Stroop, und den Progressive Matrizentest für fluide Intelligenz nach Raven.
Jaeggi et al. beanspruchte im Jahr 2008, dass ein Üben mit sog. „n-back“ Aufgaben die fluide Intelligenz, messbar mit verschiedenen Standardtests erhöhen kann. Die Methodologie dieses Papers wurde von David Moody kritisiert. Jacky Au et al. veröffentlichten 2015 eine Metaanalyse über 20 Studien. Die Autorengemeinschaft bestätigt die Ergebnisse von Jaeggi et al.
In einer Überblicksarbeit von Takeuchi et al. in der 18 einschlägige Studien berücksichtigt wurden, ergab sich für 16 der Untersuchungen, dass Übungen der Merkspanne auch andere Größen fördern, beispielsweise sich auf Wichtiges zu konzentrieren, komplex zu denken und kreativ zu sein. Außerdem haben die Übungen nachhaltige Wirkungen, die mehrere Monate nach einem etwa dreiwöchigen Training noch nachweisbar sind.
Bei Erwachsenen, die den „Arbeitsspeicher“ drei bis vier Wochen lang trainierten, wurde mit Hilfe Bildgebender Verfahren festgestellt, dass durch das Training das Gehirn auf neue Aufgaben schneller und umfassender reagieren konnte und dass es sich dabei umgestaltete. Aus neurobiochemischer Sicht ist bedeutsam, dass sich mit dem Arbeitsspeichertraining die Dichte des Botenstoffes Dopamin im Präfrontalhirn erhöht.
Laut einem Bericht der Universität Münster ist mentale Aktivität speziell im Alter notwendig zum Erhalt der geistigen Leistungsfähigkeit. Dem Bericht zufolge wurde nachgewiesen, dass durch geistige Beanspruchung die typischen Eiweißablagerungen (Plaques) bei der Alzheimer-Krankheit in Zahl und Ausdehnung verringert werden. Verhaltensstudien zeigten entsprechend deutlich bessere Gedächtnisleistungen.

## Zur Kritik am Gehirnjogging
Die Schwierigkeit bei der Kritik am Gehirnjogging liegt darin, dass die Verwendung des Ausdrucks nicht geschützt ist. Kurz nach der Einführung durch wissenschaftliche Arbeiten (z. B. Fortschritte der Medizin, Nervenheilkunde) wurde er unter vielen Bedeutungen gebraucht wie „geistig aktiv sein“, „Kreuzworträtsel lösen“, „mentale Hochleistungen erbringen“, „in Mathematik kompetent sein“ usw. Deshalb bezogen sich viele Kritiken in Unkenntnis des in wissenschaftlichen Werken vorgestellten Konzepts und der vorliegenden Ergebnisse der wissenschaftlichen Studien gegen Aussagen von Personen, die nicht zum engen Kreis der Entwickler des ursprünglichen Gehirnjoggings gehörten. So wird von vielen Neuropsychologen die Wirksamkeit des sogenannten „Gehirnjoggings“ angezweifelt. Zwar könne man sich in den konkreten Übungsaufgaben verbessern, der Nachweis einer Alltagsrelevanz des Geübten steht aber aus. Kritiker führen an, dass die plumpe Analogie zum Muskelaufbau durch Training beim komplexen Organ Gehirn so nicht funktioniere. Verwiesen wird auf den Schulunterricht, bei dem stures Büffeln beispielsweise langer Vokabellisten meist zu weniger dauerhaftem Lernerfolg führe als Lernen mit Begeisterung für Inhalte.
Das TV-Magazin Bang Goes The Theory, welches gemeinsam von der BBC und The Open University produziert wird und sich auf das Testen von wissenschaftlichen Theorien spezialisiert hat, führte im Jahr 2010 eine sechswöchige Studie an 11.430 Personen durch, von denen ein Teil jeden Tag mindestens zehn Minuten Gehirnjogging betreiben sollte. Die Untersuchung kam zu dem Ergebnis, dass die Gehirnjogging betreibenden Personen zwar gegenüber den Vergleichspersonen die gestellten Gehirnjogging-Aufgaben nach und nach besser lösen konnten, aber außerhalb dessen keine signifikante Verbesserung der kognitiven Leistungen gegenüber den Vergleichspersonen einsetzte.
Die große BBC-Studie, deren Ergebnisse im deutschsprachigen Gebiet unter „Gehirnjogging“ verbreitet wurden, haben mit der ursprünglichen Wortbedeutung nichts zu tun, weil sie sich auf mentale Hochleistungsübungen beziehen. Außerdem ist nicht erkennbar, wen die Teilnehmer an der Studie in der Bevölkerung repräsentieren: Von den 52.617 in die Studie aufgenommenen Teilnehmern, die über eine Wissenschaftssendung rekrutiert wurden, schlossen nur etwa 22 % ab. Diese waren zu etwa 80 % Frauen. Die Teilnehmer, die bis zum Ende durchhielten, hatten während der sechswöchigen Trainingszeit an einer bis zu 188 (Durchschnitt: 24) Sitzungen teilgenommen. Über ihren Zustand zu Beginn einer jeden Sitzung – entspannt, voll wach, angespannt, erschöpft – wurde nichts bekannt. Darauf sind aber die Übungen akut abzustimmen. Wegen der gravierenden methodischen Mängel dieser BBC-Studie, ist der Erkenntnisgewinn allgemein zweifelhaft.
In einem öffentlichen Brief aus dem Jahr 2014 haben sich 75 Wissenschaftler aus dem Bereich der Psychologie und der Neurowissenschaften zum Stand der Forschung und zu den mitunter überzogenen Behauptungen der Anbieter von Braintraining-Programmen geäußert. Sie betonen in diesem Schreiben, dass aus Sicht der wissenschaftlichen Gemeinschaft einige der gezogenen Schlussfolgerungen aus den wissenschaftlichen Arbeiten nicht gerechtfertigt seien, mit denen die Braintraining-Industrie jedoch gezielt wirbt. Die durch Braintraining hervorgerufenen Veränderungen unterschieden sich demnach nicht bedeutsam von den gelernten Fertigkeiten. Es gebe keine klaren Belege, dass Braintraining sich auf ein breit gefächertes Fähigkeitsspektrum mit Relevanz im Alltag auswirke oder insgesamt der Aufrechterhaltung der Gesundheit des Gehirns zuträglich sei.
Der Humorist und Schriftsteller Heinz Strunk verwendet den Begriff „Gehirnjogging“ satirisch in mehreren seiner Bücher und Texte.